# Charallave
Santa Rosa de Lima de Charallave, conocida como Charallave, es una ciudad venezolana y capital del Municipio Cristóbal Rojas, el cual es uno de los 21 municipios que componen el Estado Miranda de Venezuela. Charallave se ha convertido en un centro poblado estrechamente relacionado con la ciudad de Caracas, gracias a los centros económicos, comerciales, industriales,  fábricas, empresas y puestos comerciales que se han instalado aquí por su favorable expansión financiera, además de poseer la Estación Charallave Norte, Generalísimo Francisco de Miranda y la Estación Charallave Sur Simón Rodríguez, que la han convertido en una de las ciudades más productivas y financieras de la subregión de los Valles del Tuy debido a su impacto positivo sobre el ámbito socioeconómico de la subregión. Fundada en 1681 por el Padre Cirilo de Otoniente, su motivo era establecer una pequeña ciudad comercial entre los caminos que conectaban las rutas entre Caracas y los Valles de Aragua, con el nombre de Santa Rosa de Lima, posee una población de 157 409 habitantes según el censo del año 2023.

## Etimología
Aún los etimólogos no encuentran el origen clave del nombre de la ciudad con total certeza, existen diversas teorías y planteamientos que han sido evaluadas y han estado avanzando en las investigaciones. El nombre Charallave podría provenir de:
- Charavare, poblado indígena que habitaba por las tierras de la actual ciudad, entre la quebrada Charallave y el embalse y río Lagartijo.
- Charavalle o Charallave,corrupción de la voz Cumanagota Charavare según Guillermo Morón en el diccionario del estado Miranda,  esta declaración la realiza desde investigaciones etimológica presentadas por Guillermo Morón.
- Charavalle; unión de las palabras Chara y valle. De Chara (Byrsonima coriacea) especie de árbol que se encuentra por la zona, los indígenas recolectaban las vallas amarillas que este daba. Y de Valle, por la composición del terreno que se asimila o se denomina valle, el territorio se encuentra en una llanura entre montañas y lo atraviesan distintos ríos como el Río Lagartijo, la Quebrada Charallave o el Río Tuy, además que se encuentra en el espacio geográfico de los Valles del tuy. Esto puede equivaler a el Valle de los Chara
- Charavalle. Chara era un cacique de la zona que vivió y gobernó la tribu de los charavares y de Valle a alusión al valle que se encuentra en la zona.

## Geografía Física
Charallave se encuentra dentro del área geográfica y subregión de los Valles del Tuy, aunque el centro y el casco histórico se encuentra en una llanura rodeada de dos cadenas montañosas, una al este y otra por el oeste.

### Territorio
El territorio de la capital del municipio Cristóbal Rojas abarca un total de 58,39 km² en la que presenta una diversidad de alturas (principalmente fuera del centro de la ciudad). A continuación se presentan las fronteras físicas de Charallave:
Norte: Limita con la parroquia de Las Brisas.
Sur: Limita con el Municipio Lander, específicamente con el poblado de Las Mercedes, parte del Municipio Urdaneta y parte del Municipio Simón Bolívar.
Este: Limita la ciudad nuevamente con el Municipio Simón Bolívar.
Oeste: Limita con parte del Municipio Urdaneta y el Municipio Guaicaipuro.

### Hidrografía
Sus principales ríos y quebradas son:
Quebrada Charallave: Es una de las quebradas más importantes de la ciudad, puesto a que el mismo atraviesa el centro de la ciudad. La cuenca de la quebrada Charallave se localiza en la parte occidental del estado Miranda. 
Fisiográficamente, pertenece al Sistema Montañoso de la Cordillera del Caribe, específicamente a los valles del interior del Tuy, bordeada al norte por la vertiente sur de la Serranía del Litoral, y al sur por la vertiente norte de la Serranía del Interior. Esta cuenca ocupa un área aproximada de 142,3 km² con una longitud aproximada de 23,5 km es el más largo que atraviesa la capital, posee su propia microcuenca. Desgraciadamente se encuentra contaminado ya que es el recolector de todos los desechos de la población charavallense.
Río Tuy: es el principal afluentes de los Valles del Tuy del Estado Miranda y de Venezuela. Con sus 239 km de longitud, no atraviesa directamente la ciudad principal pero sí algunas comunidades alejadas de ella, ya que la quebrada Charallave desemboca aquí. Desgraciadamente este río tan importante para el país también se encuentra contaminado.

### Clima
De acuerdo a la clasificación climática de Köppen, Charallave presenta el clima de un bosque húmedo premontano bajo, o sea, un clima que tiene una temperatura de 18 °C a 32 °C promedio anual y una precipitación media anual entre 32 mm y 560 mm; se encuentra en terrenos cuya elevación varía entre 219 m s. n. m. y 689 m s. n. m.
Los meses más lluviosos son de julio a noviembre y los más secos son de diciembre a marzo.
| Parámetros climáticos promedio de Charallave | Parámetros climáticos promedio de Charallave | Parámetros climáticos promedio de Charallave | Parámetros climáticos promedio de Charallave | Parámetros climáticos promedio de Charallave | Parámetros climáticos promedio de Charallave | Parámetros climáticos promedio de Charallave | Parámetros climáticos promedio de Charallave | Parámetros climáticos promedio de Charallave | Parámetros climáticos promedio de Charallave | Parámetros climáticos promedio de Charallave | Parámetros climáticos promedio de Charallave | Parámetros climáticos promedio de Charallave | Parámetros climáticos promedio de Charallave |
| Mes                                          | Ene.                                         | Feb.                                         | Mar.                                         | Abr.                                         | May.                                         | Jun.                                         | Jul.                                         | Ago.                                         | Sep.                                         | Oct.                                         | Nov.                                         | Dic.                                         | Anual                                        |
| -------------------------------------------- | -------------------------------------------- | -------------------------------------------- | -------------------------------------------- | -------------------------------------------- | -------------------------------------------- | -------------------------------------------- | -------------------------------------------- | -------------------------------------------- | -------------------------------------------- | -------------------------------------------- | -------------------------------------------- | -------------------------------------------- | -------------------------------------------- |
| Temp. máx. abs. (°C)                         | 31                                           | 32                                           | 33                                           | 34                                           | 34                                           | 32                                           | 31                                           | 32                                           | 32                                           | 32                                           | 31                                           | 31                                           | 31.20                                        |
| Temp. máx. media (°C)                        | 28                                           | 29                                           | 20                                           | 20                                           | 20                                           | 29                                           | 28                                           | 29                                           | 29                                           | 28                                           | 28                                           | 28                                           | 26.3                                         |
| Temp. media (°C)                             | 25.5                                         | 26                                           | 25                                           | 25                                           | 25.25                                        | 17.5                                         | 26                                           | 26.5                                         | 26.7                                         | 27                                           | 27                                           | 25.75                                        | 25.3                                         |
| Temp. mín. media (°C)                        | 22                                           | 22                                           | 22                                           | 24                                           | 24                                           | 24                                           | 23                                           | 23                                           | 24                                           | 24                                           | 24                                           | 23                                           | 23.3                                         |
| Temp. mín. abs. (°C)                         | 20                                           | 20                                           | 22                                           | 22                                           | 23                                           | 22                                           | 21                                           | 22                                           | 22                                           | 23                                           | 22                                           | 21                                           | 21.6                                         |
| Precipitación total (mm)                     | 52                                           | 32                                           | 67                                           | 264                                          | 525                                          | 560                                          | 448                                          | 428                                          | 391                                          | 512                                          | 459                                          | 131                                          | 3869                                         |
| Días de precipitaciones (≥ 1 mm)             | 15.4                                         | 11.5                                         | 14.2                                         | 21.6                                         | 27.6                                         | 28.6                                         | 30                                           | 30.4                                         | 28.6                                         | 29.6                                         | 27.2                                         | 20.5                                         | 285.2                                        |
| Horas de sol                                 | 62.4                                         | 84                                           | 48                                           | 16.8                                         | 14.4                                         | 12                                           | 7.2                                          | 9.6                                          | 9.9                                          | 9.6                                          | 14.4                                         | 48                                           | 336.3                                        |
| Humedad relativa (%)                         | 35                                           | 38                                           | 47                                           | 68                                           | 84                                           | 89                                           | 90                                           | 87                                           | 87                                           | 88                                           | 80                                           | 58                                           | 70.9                                         |
| [cita requerida]                             |                                              |                                              |                                              |                                              |                                              |                                              |                                              |                                              |                                              |                                              |                                              |                                              |                                              |

## Historia y Fundación del Pueblo de Charallave
En 1619 el Cabildo de Caracas dispuso que se compusiesen los caminos que se dirigían hacia los Valles de Aragua. En 1620 fue una de las encomiendas junto a los indios Charavares o Charaguares, bajo el mandato del Gobernador Francisco de la Hoz Berrío y el obispo Gonzalo Angulo. 
En 1622 se crea un pequeño puesto comercial (entre las rutas de Caracas y los Valles de Aragua) conocido por aquel entonces como La Tierra de los Indios Libres Charavares conjunto a algunas haciendas que se habían instalado allí gracias a sus tierras fértiles y que pertenecían a blancos criollos: ese mismo año, «La Tierra de los Indios Libres Charavares» se incorpora a la ciudad de Caracas.
En 1650, dependía del pequeño pueblo de Santa Lucía de Pariaguan. Posteriormente, se encomendó a un sacerdote procedente de la Guaira de Paracotos que visitase regularmente al pueblo de los Indios Charavares para cambiar sus costumbres, creencias y tradiciones bajo las misiones católicas. Más adelante en 1681 era el padre Juan García quien cumplía con las misiones católicas y se encargaba de visitar regularmente la zona.
En 1681 se funda el pueblo con el nombre de Santa Rosa de Lima de Charallave —en honor de los indios charavares que habitaban la zona, y además se le añadió el término con el que se conoce a la ciudad actual, «Charallave», por el padre Cirilo de Otoniente— el propósito del pequeño pueblo era añadir más puestos comerciales entre las rutas de comercio y tránsito entre Caracas y los Valles de Aragua, Valencia y otros poblados de la Región.  
En Caracas en 1691, se declaró que el pueblo de Santa Rosa de Lima de Charallave quedaba incorporado a una extensa feligresía de pueblos de encomiendas de la Guáyra de Paracotos, Caipauro y Pariaguan. El padre doctrinero que serviría a esos pueblos y al de Charallave debía visitarlos regularmente a fin de dar doctrina y atender las necesidades espirituales de los habitantes, en su mayoría indígenas. En 1693 ejercía las funciones de doctrinero en Charallave el capuchino Fray Manuel Aleson. Los indios tenían su propio cabildo, formado por un gobernador o cacique. 
El 30 de marzo de 1721 la ciudad de Charallave fue atendida por el obispo Juan José Escalona ya que debía solucionar las condiciones de su iglesia que estaba en muy malas condiciones. En el año 1735 fue reorganizado por los franciscanos Salvador de Cádiz y Bartolomé de San Miguel, quienes añadieron algunas tribus de Indios amaibas y otomacos de los llanos hacia la ciudad. El 11 de octubre de 1762 el provisor del obispado de Caracas, José Fernández de León revisó y visitó la ciudad por mandato del obispo Diego Antonio Díez Madroñero: ese mismo año separó definitivamente en lo eclesiástico a Charallave de Paracotos. 

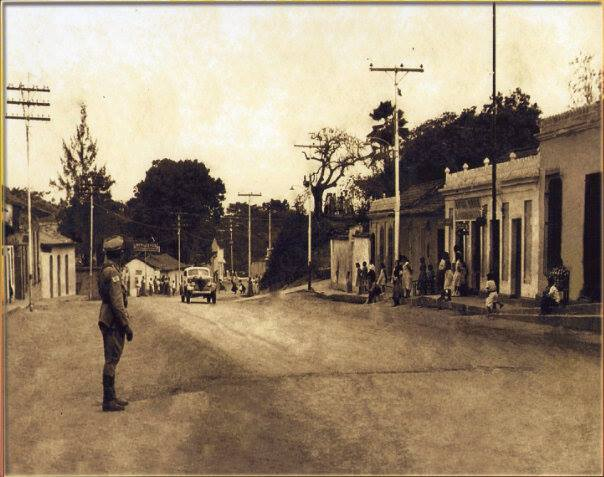
Calle Bolívar de Charallave en 1957.

En 1777 y los años siguientes el cura doctrinero José Antonio amplió el pueblo de Charallave logrando que en 6 años las casas del mismo pasasen de doce a más de sesenta: además reedificó la santa iglesia que se había quemado un tiempo atrás, y mandó construir más puestos comerciales, negocios, plazas y carreteras. Todo ello progresaba a un buen ritmo hasta que de pronto sucedieron los combates el 20 de febrero de 1814 entre las fuerzas realista en contra del ejército de José Félix Ribas, las cuales resultaron victoriosas. Después de estas se comenzaron hacer nuevas vías que avanzaban hacia Caracas y los llanos y que en 1871 fueron terminadas bajo el gobierno de Antonio Guzmán Blanco.
En 1873 se realizó el primer censo nacional, hecho por Antonio Guzmán Blanco para el entonces municipio Charallave. El 12 de abril de 1875 la población sufrió graves daños debido al terremoto que asoló la subregión de los Valles del Tuy, más adelante de lo sucedido se abrió la nueva carretera hacía el pueblo de Ocumare del Tuy y San Casimiro. En 1880 otra vez se incendió la santa iglesia, por lo que hubo que refundarla en el lugar que hoy en día ocupa la nueva Iglesia de Santa Rosa de Lima: es importante recalcar que en la ciudad de Charallave se han construido cuatro templos, los tres primeros estuvieron en la Plaza Vieja y el último se empezó a construir en 1841, siendo bendecido el 7 de diciembre de 1880.

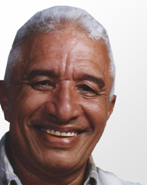
Pedro Pablo "Lino" Vegas, primer alcalde bajo elecciones directas en Charallave.

Tiempo atrás en 1879 se declaró que la ciudad de Charallave quedaba dentro del Estado Guzmán Blanco como la capital del Municipio Cristóbal Rojas: en aquel entonces el Estado Guzmán Blanco estaba incorporado junto a otros estados al Gran Estado del Centro, pero en 1889 se separó de los otros integrantes del Gran Estado del Centro pasando de ser llamado Estado Guzmán Blanco a Estado Miranda en honor del Gran Prócer Francisco de Miranda junto a los otros 21 municipios que integran el estado. En 1901 se le confirma el nombre y en 1909 se ratifica este, siendo así como la ciudad de Charallave pasa a ser la capital del noveno Municipio del Estado Miranda en orden alfabético, el Municipio Cristóbal Rojas, hasta la actualidad.

## Economía

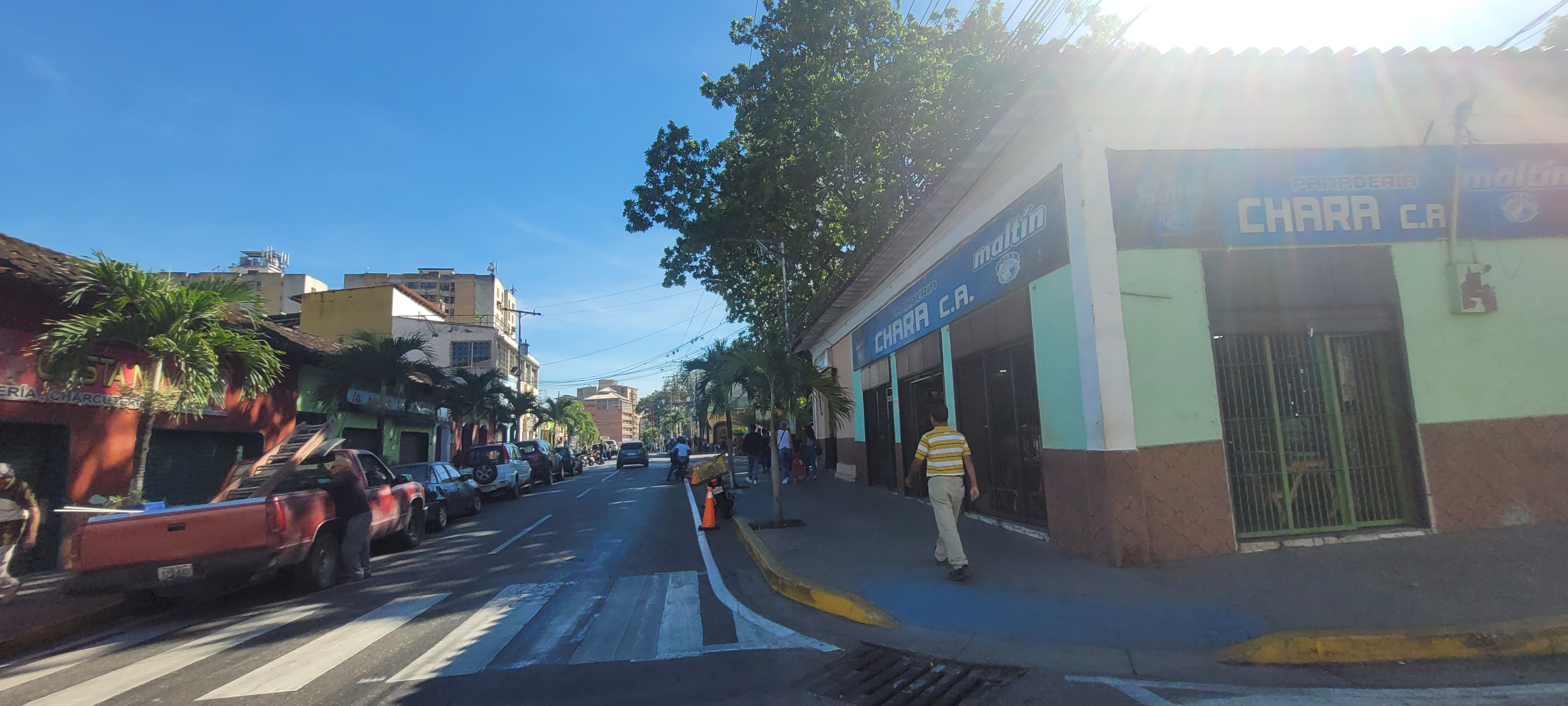
Charallave en 2024.

En la ciudad se encuentran distintos centros comerciales, entre ellos:
- C.C. Resd. Charallave
- C.C. Real Plaza
- C.C. Tamanaco tuy.
- C.C. Los Samanes.
- C.C. Matalinda.
- C.C. Plaza Chara.
- C.C. Valory.
- C.C. Don Samuel.
- C.C. La Criollita
- C.C. Charatuy I
- C.C. Charatuy II
- C.C. Vanessa Mall
- C.C. El Campito
- C.C. Arcos del Tuy
- C.C  Concordia
- C.C. Sigmatuy

## Transporte

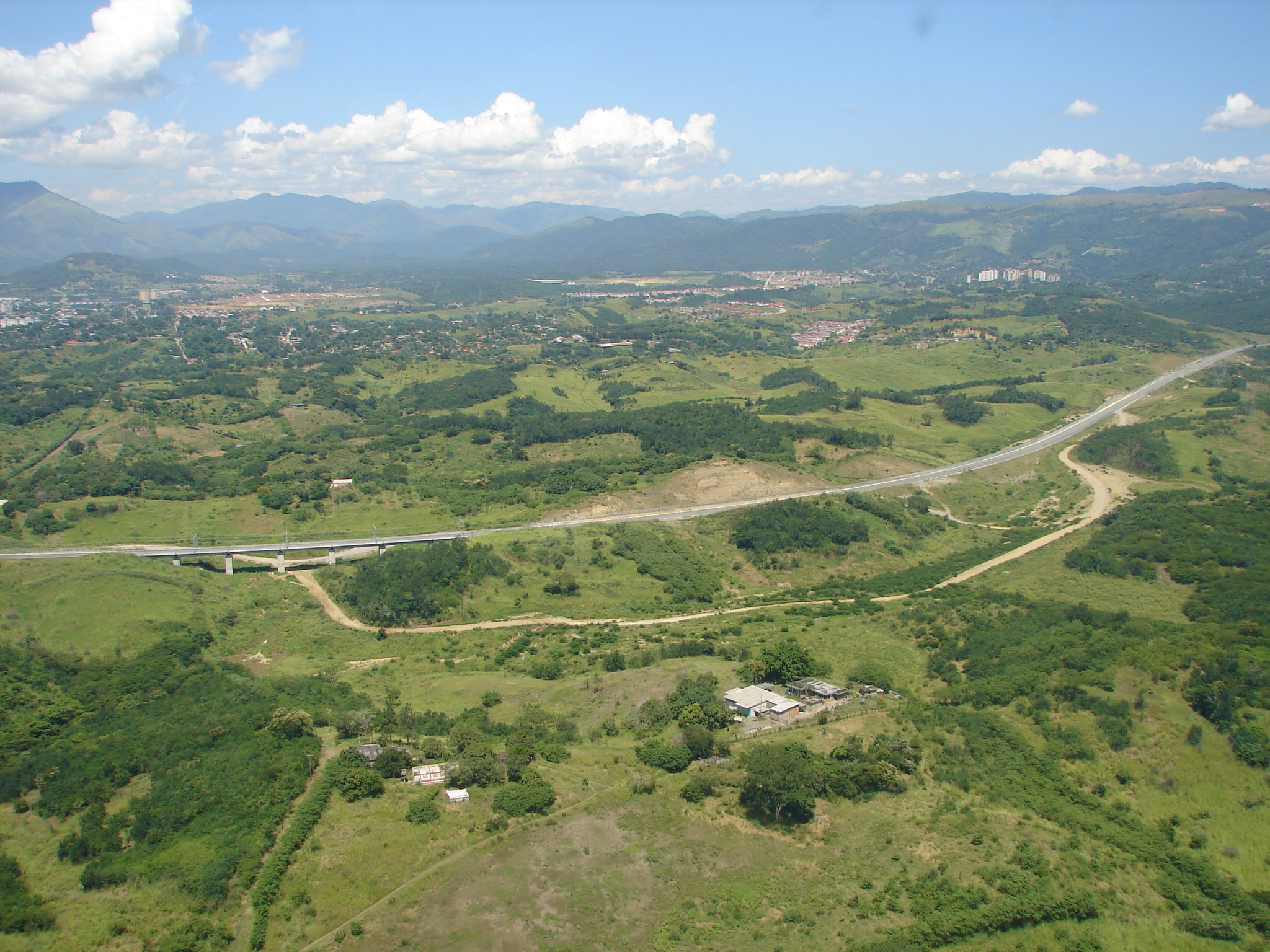
Vía del Ferrocarril desde Charallave, del recorrido Cua-Charallave-Caracas.

### Transporte por ferrocarril
En la periferia de la ciudad se han construido estaciones de tren denominadas Charallave Norte (Generalísimo Francisco de Miranda) y Charallave Sur (Don Simón Rodríguez) lo que hasta la fecha se conoce oficialmente como el primer sistema Ferroviario moderno de Venezuela, bajo la supervisión del Instituto de Ferrocarriles del Estado (IFE), este sistema fue inaugurado el 15 de octubre de 2006, para conectar esta zona con el sistema de Metro de Caracas en aproximadamente 20 minutos desde la última estación de los Valles del Tuy (Charallave Norte (Generalísimo Francisco de Miranda)), luego de cinco minutos más en tren se llegara a Charallave Sur (Don Simón Rodríguez) un recorrido que por autopista es de aproximadamente de 1 hora con 20 minutos, con tráfico muy ligero y en días no laborables. En la actualidad se construye un tramo del ferrocarril La Encrucijada-Puerto Cabello, el cual a futuro será interconectado al tramo Caracas-Tuy Medio, permitiendo conectar a Charallave con el Litoral Carabobeño de manera rápida.

## Recreación
En Charallave hay una recreación natural con parques, plazas, bulevares, etc. Sus plazas son:
- Plaza Bolívar
- Plaza el Indio
- Plaza Vieja
- Plaza Simón Rodríguez
- Plaza Bolívar de las Brisas

Sus Bulevares son:
- Bulevar Evencio Gámez
- Bulevar Cristóbal Rojas
- Bulevar Alvarenga
- Bulevar Alberto Ramos

Sus parques:
- Parque «El Bosque»